# 100company
株式会社100company（トーマルカンパニー）は、東京都新宿区の芸能事務所。
2017年7月に株式会社Lacticwayとして設立された。当初は代表取締役の鈴木より子と、その息子たちによるまんざらでもねぇが所属する個人事務所だったが、業務提携先であったホリプロコムのマネージャーだった都丸皓介が参加し、2023年7月に現社名となる。
全タレントが専属契約ではなくエージェント契約である。

## 契約タレント

### コメディアン
- ダブルブッキング
- うえちゃん
- ゴンゾー
- ゆんぼだんぷ
- まんざらでもねぇ
- Enishi[2]
- ムラムラタムラ[2]
- 膝小僧お仕置きストしんぺー
- ZoZoちゃん（小枝ノリユキ）[3]
- 筆の祖
- メメニー
- サコ・ランシネ
- ヘベレケ齋藤
- クラッシャーマサキ

### タレント
- ポジティブコウタ

### 歌手
- 鈴木より子

### クリエイター
- たまちゅーーーぶ（住吉珠貴）

### 俳優
- 小田嶋茜子

### アドバイザー
- ビックスモールン[4]
- ねんど大介[4]